# Geleitzug JW 65
Der Geleitzug JW 65 war ein alliierter Nordmeergeleitzug, der im März 1945 im schottischen Firth of Clyde zusammengestellt wurde und kriegswichtige Güter in das sowjetische Murmansk brachte. Die Alliierten verloren durch deutsche U-Boote ein Geleitfahrzeug und zwei Frachter mit insgesamt 14.393 BRT.

## Zusammensetzung und Sicherung

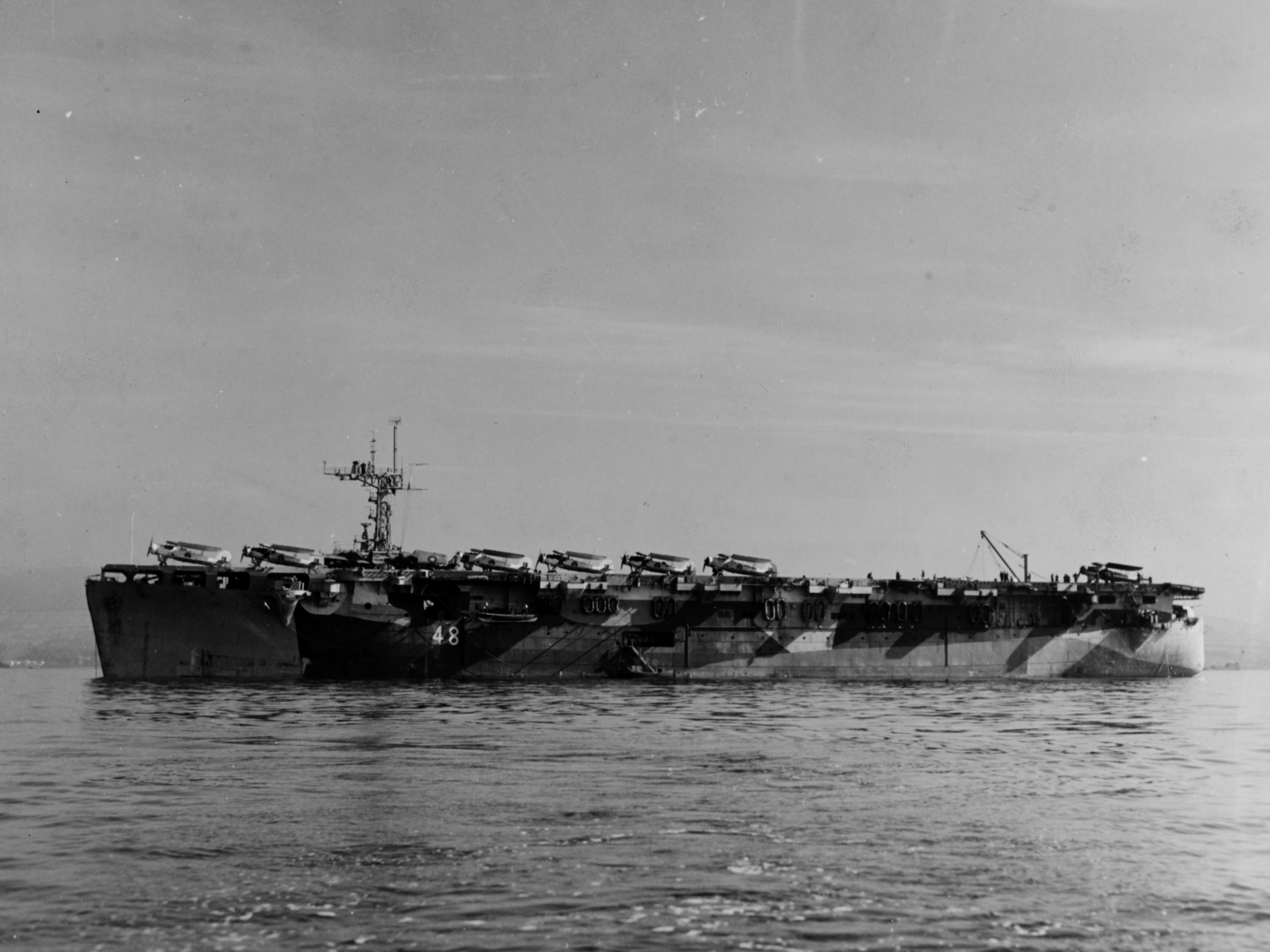
Die Campania und die …

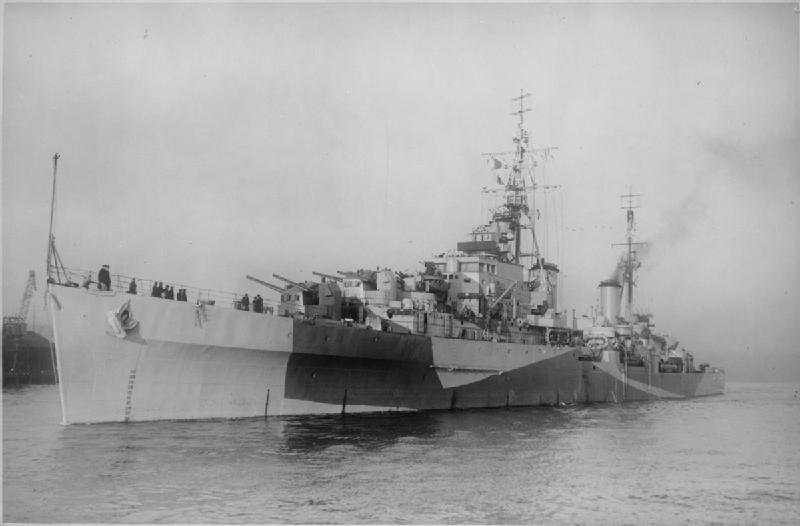
… Diadem waren ein Teil der Sicherungsgruppe

Der Geleitzug JW 65 setzte sich aus 26 Frachtschiffen zusammen. Am 11. März 1945 verließen sie den Firth of Clyde (Lage) in Richtung Murmansk (Lage). Die Nahsicherung des Geleitzuges übernahmen die Zerstörer Myngs und Stord (norwegisch), die Sloop Lapwing und die Korvetten Allington Castle, Alnwick Castle, Bamborough Castle, Lancaster Castle, Camellia, Honeysuckle und Oxlip. Ab 12. März kamen weitere Sicherungsschiffe wie der Kreuzer Diadem, der Geleitträger Campania, die Zerstörer Onslaught, Opportune, Orwell, Scorpion, Zambesi und Sioux sowie die Korvette Farnham Castle hinzu. Zum 15. März schlossen sich der Geleitträger Trumpeter und die Zerstörer Savage und Scourge dem Geleit an.
| Name                 | Typ      | Flagge                 | Vermessung in BRT | Verbleib                                                                   |
| -------------------- | -------- | ---------------------- | ----------------- | -------------------------------------------------------------------------- |
| Benjamin Schlesinger | Frachter | Vereinigte Staaten     | 7176              |                                                                            |
| Blue Ranger          | Frachter | Vereinigtes Königreich | 3417              |                                                                            |
| Charles A McAllister | Frachter | Vereinigte Staaten     | 7176              |                                                                            |
| Dolabella            | Frachter | Vereinigtes Königreich | 8142              |                                                                            |
| Eleazar Lord         | Frachter | Vereinigte Staaten     | 7247              |                                                                            |
| Eloy Alfaro          | Frachter | Vereinigte Staaten     | 7176              |                                                                            |
| Empire Stalwart      | Frachter | Vereinigtes Königreich | 7045              |                                                                            |
| Fort Boise           | Frachter | Vereinigtes Königreich | 7151              |                                                                            |
| Fort Massac          | Frachter | Vereinigtes Königreich | 7157              |                                                                            |
| Fort Yukon           | Frachter | Vereinigtes Königreich | 7153              |                                                                            |
| Grace Abbott         | Frachter | Vereinigte Staaten     | 7191              |                                                                            |
| Horace Bushnell      | Frachter | Vereinigte Staaten     | 7176              | am 20. März durch U 995 torpediert, auf Grund gesetzt; Totalverlust (Lage) |
| Idefjord             | Frachter | Norwegen               | 4287              |                                                                            |
| James m Gillis       | Frachter | Vereinigte Staaten     | 7176              |                                                                            |
| James McDonogh       | Frachter | Vereinigte Staaten     | 7176              |                                                                            |
| Lacklan              | Frachter | Vereinigtes Königreich | 8670              |                                                                            |
| Lawrence J Brengle   | Frachter | Vereinigte Staaten     | 7209              |                                                                            |
| Leo J Duster         | Frachter | Vereinigte Staaten     | 7176              |                                                                            |
| Nicholas Briddle     | Frachter | Vereinigte Staaten     | 7191              |                                                                            |
| San Venancio         | Frachter | Vereinigtes Königreich | 8152              |                                                                            |
| Stage Door Canteen   | Frachter | Vereinigte Staaten     | 7176              |                                                                            |
| Thomas Donaldson     | Frachter | Vereinigte Staaten     | 7210              | am 20. März durch U 986 versenkt (Lage)                                    |
| W R Grace            | Frachter | Vereinigte Staaten     | 7176              |                                                                            |
| William Pepper       | Frachter | Vereinigte Staaten     | 7176              |                                                                            |
| William Wheel Wright | Frachter | Vereinigte Staaten     | 7176              |                                                                            |
| Winfred L Smith      | Frachter | Vereinigte Staaten     | 7191              |                                                                            |

## Verlauf
Nachdem der deutsche B-Dienst am 13. März 1945 das Auslaufen des Geleitzuges erkannt hatte, stellte sich die U-Boot-Gruppe „Hagen“ mit den U-Booten U 307, U 312, U 363, U 968, U 711, U 716 und U 997 in der Bären-Enge auf. Die U-Boote U 313 und U 992 patrouillierten vor der Kola-Bucht. Da die deutsche Luftaufklärung den Geleitzug nicht fand, bezogen ab 17. März alle U-Boote in zwei Linien vor der Kola-Bucht Stellung. Am 20. März bekamen die ersten U-Boote Kontakt. U 995 torpedierte den Frachter Horace Bushnell (7176 BRT), der so schwer beschädigt war, dass er auf Grund gesetzt und als Totalverlust abgeschrieben wurde. U 986 versenkte die Sloop HMS Lapwing (Lage) und den Frachter Thomas Donaldson (7217 BRT). Am 21. März erreichte der Geleitzug die Murmansk vorgelagerte Kola-Bucht. Er verlor ein Geleitfahrzeug und zwei Frachter mit insgesamt 14.393 BRT.